# Лехталски Алпи
Лехталски Алпи (на немски Lechtaler Alpen) се нарича дял на Алпите, разположен в западна Австрия, провинции Форарлберг и Тирол. Смятат се за най-важната планинска верига на т. нар. Северни варовикови Алпи, които се простират от Боденското езеро чак до района на Виена. Класификацията на алпийските дялове, известна с името SOIUSA, не ги упоменава с такова име, а с името Севернотиролски варовикови Алпи. Най-висок връх е Парзайершпице (3036 м).

## Описание
Хребетът, наречен Лехталски Алпи, е дълъг около 70 км, широк средно 20 км и има площ 1000 кв. км. има леко извита форма, главно в посока от югозапад на североизток. Оградени са от дълбоки долини: на север Лехтал (на река Лех), откъдето произлиза името; на юг – Розана, приток на Ин; на запад Ил и Луц в басейна на Рейн. По този начин Лехталските Алпи са съседни на Йоцталските и Ретийските Алпи, които отстоят на юг. На Изток проходът Фернпас ги свързва с Баварските Алпи. Билото е добре изразено. Напречният профил е асиметричен – южните склонове са стръмни, с къси разклонения, докато северните са по-полегати. Там са оформени 5 – 6 мощни странични хребети, които определят и подгрупите на този алпийски дял.
В геоложко отношение хребетът е съставен от седиментни скали – най-вече варовик, но също и доломити и мергели, изпъстрени тук-там с конгломерати, пясъчници и брекча. На известно разстояние по южния ръб на повърхността са се оголили метаморфни скали. Скалната структура е много разнообразна, което създава богати и красиви пейзажи – заоблени върхове се редуват със скалисти карлинги и шеметни долини. В по-ниските части се простират очарователни планински ливади с килими от цветя.

## Върхове
Само първенецът Парзайершпице се извисява над 3000 м., но други 20 върха са високи над 2700 м. Районът е много добре проучен и със силно разчленен релеф, така че общо 600 върха са наименовани и измерени. Десетте най-високи са:
| Име                   | Височина в м |
| --------------------- | ------------ |
| Парзайершпице         | 3036         |
| Давинкопф             | 2968         |
| Зюдихер Шварцер Копф  | 2947         |
| Гачкопф               | 2945         |
| Боксгартеншпице       | 2941         |
| Холцгауер Ветершпице  | 2895         |
| Фордерзеешпице        | 2889         |
| Оберер Боксгартенкопф | 2888         |
| Фрайшпице             | 2884         |
| Айзеншпице            | 2859         |

## Туризъм
Лехталските Алпи са популярна туристическа дестинация. Прокарани са множество пътеки, включително Европейският туристически маршрут Е5, който пресича хребета от север на юг. По билото минава друга пътека, считана за панорамна за целия дял. Известни са и Аугсбургската висока пътека и пътеката Шпайлервег, както и общопланинският маршрут Виа Алпина, който минава оттук. Могат да се изброят общо към 20 хижи, но повечето са отворени само от юни до септември. За разлика от летния туризъм, зимният не е добре развит, защото склоновете са твърде стръмни и скалисти. Единственият по-известен район е Арлберг, където са курортите Санкт Антон и Зюрс в западния край на хребета.

## Съседни масиви
В близост до Лехталските Алпи се намират два не по-малко интересни масива:
Алгауски Алпи (Allgäu Alpen) са разположени на границата между Германия и Австрия, като са разсечени на две части от долината на река Илер, която извира от тях. Простират се от Боденското езеро и река Рейн на запад до река Лех и езерото Форгензее на югоизток и изток. Дължина около 70 км. Най-висок връх – Гросен Кротенкопф (2656 м). Състоят се предимно от простиращи се от запад на изток хребети и са изградени предимно от мезозойски варовици, които са силно окарстени. Дълбоко са разчленени от долините на реките Илер, Брегенцер-Ахе и левите притоци на Лех. Върховете са остри, със стръмни, на места с отвести склонове. По-ниските части са заети от широколистни и иглолистни гори, а нагоре следват алпийски пасища. Развито животновъдство. Много обичана туристическа дестинация за германците, изпреварвани в това отношение само от района на Цугшпице.
Фервалски Алпи (Verwall Alpen) – малък масив южно Лехталските Алпи, между реките Тризана и Розана. Представляват връзка с Ретийските Алпи (масив Силврета) на юг. Най-висок връх Хойер Рифлер (3168 м).